# Goran Bošković (basket-ball)
Pour les articles homonymes, voir Bošković, Bošković (homonymie) et Goran Bošković.
Goran Bošković est un joueur puis entraîneur serbe de basket-ball né le 21 janvier 1972 à Titograd (Yougoslavie).
Il joue au SLUC Nancy lors de la saison 2001-2002 puis au Limoges CSP lors de la saison 2002-2003 et à Hyères-Toulon de 2003 à 2004.